# 쑤헝
쑤헝(중국어 정체자: 蘇恆, 병음: Sū Héng, 1985년 10월 2일 ~ )는 타이완의 정치인이다.